# 샤오미 Mi2
샤오미 Mi 2(Xiaomi Mi 2, 중국어: 小米手機2)은 중국의 샤오미가 제작한 안드로이드 기반의 MIUI 레퍼런스 스마트폰이다.